# Hey Mamma
Hey Mamma är en låt framförd av musikgruppen SunStroke Project. Låten är skriven och producerad av Anton Ragoza, Serghei Ialovitki, Sergey Stepanov, Mihail Cebotarenco
samt Alina Galetcaia. Den representerade Moldavien i den första semifinalen av Eurovision Song Contest 2017, med startnummer 12. Den gick till final och kom på tredje plats.